# Pilwiszki (okręg mariampolski)
Pilwiszki (lit. Pilviškiai) – dawne miasto, obecnie miasteczko na Litwie w okręgu mariampolskim w rejonie Wyłkowyszki, na Suwalszczyźnie, położone ok. 16 km na północny wschód od Wyłkowszek, siedziba starostwa Pilwiszki. Miejscowość znajduje się w widłach rzeki Szeszupy oraz Pilwy przy linii kolejowej Kowno-Kibarty.

## Historia
Miasto królewskie lokowane w 1536 roku przez królową Bonę Sforzę na prawie magdeburskim. Położone było w powiecie kowieńskim województwa trockiego. Przez Pilwiszki przebiegała droga z Kowna do Prus Książęcych, ale miasto nie rozwinęło się. W 1567 Pilwiszki należały do Mikołaja Sapiehy. W 1656 roku zbudowano kościół katolicki. W 1758 roku założono katolicką parafię, a w 1777 roku szkołę parafialną. W 1792 król Stanisław August Poniatowski odnowił prawa miejskie i nadał herb, przedstawiający św. Jana Nepomucena. 
Po III rozbiorze Polski miasteczko zostało włączone do Królestwa Prus, a po Pokoju w Tylży w 1807 roku włączone je do Księstwa Warszawskiego. Według opisu statystycznego Księstwa Warszawskiego w 1808 r Pilwiszki były małym, biednym miastem, liczącym 350 mieszkańców. W 1815 roku wraz z klęską Napoleona miejscowość została włączona do Rosji i należała do powiatu augustowskiego. W 1827 r. liczba ludności miasta wzrosła do 888 osób. W czasach Królestwa Polskiego istniała wiejska gmina Pilwiszki. 
W 1840 zbudowano w Pilwiszkach kościół luterański. W 1858 istniała państwowa szkoła podstawowa. W 1862 poprowadzono przez Pilwiszki kolej z Berlina do Petersburga, dzięki czemu miasto zaczęło się rozwijać: pojawiły się sklepy i odbywały się targi. Władze carskie odebrały prawa miejskie 31 maja 1870 w ramach represji po powstaniu styczniowym. W 1913 staraniem wikariusza, księdza Vladasa Pėstininkasa, w mieście zbudowano przytułek dla starców. W latach 1915–1918 miejscowość znajdowała się pod okupacją niemiecką. W latach 1918–1940 Pilwiszki wchodziły w skład Republiki Litewskiej.
W dniu 23 czerwca 1941 roku Pilwiszki zostały zajęte przez Niemców. Po 27 sierpnia 1941 roku Niemcy i Litwini z miejscowej samoobrony zamordowali 300-350 żydowskich mieszkańców Pilwiszek, w tym kobiety i dzieci. Upamiętnia to głaz pamiątkowy ustawiony na miejscu mordu na północ od Pilwiszek. W 1941 roku spłonął kościół. W 1942 (projekt Stasys Kudokas) rozpoczęto budowę nowego murowanego kościoła. Biskup Antoni Karaś poświęcił fundamenty budowanego kościoła i wmurowano kamień węgielny, jednak budowy nie ukończono. Niekończony kościół w 1944 roku miał być zburzony przez Niemców, jednak obronił go proboszcz Bolesław Cegielski (1922–1989). Po 1992 roku podjęto przerwaną budowę (proj. Povilas Adomaitis), którą ukończono konsekracją 31 sierpnia 1997 roku.  

## Interesujące obiekty
- kościół rzymskokatolicki pw. Św. Trójcy ukończony w 1997 roku w stylu modernistycznym

- kościół metodystyczny

- dworzec kolejowy z końca XIX wieku

## Galeria

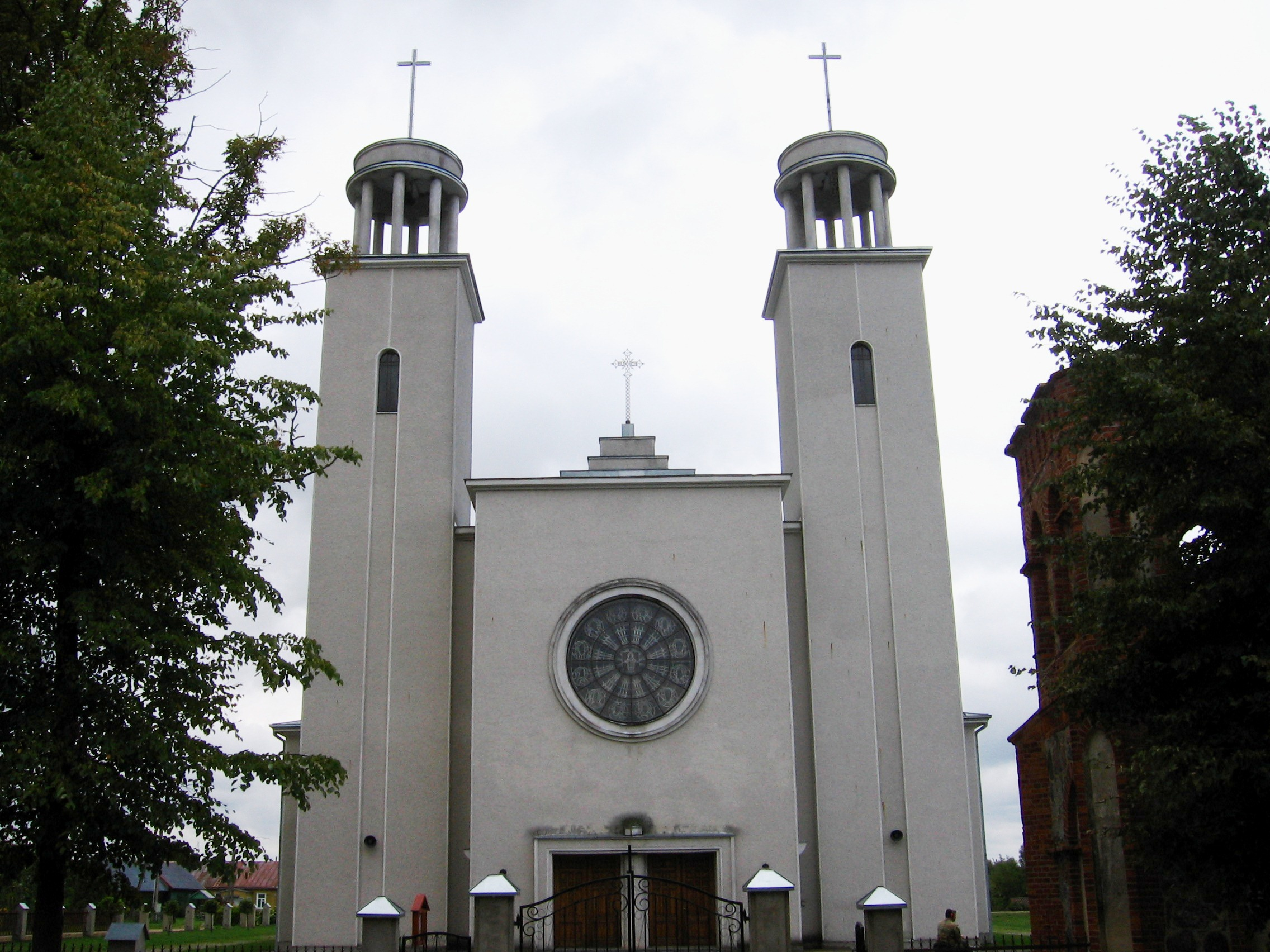
Kościół Świętej Trójcy (katolicki)
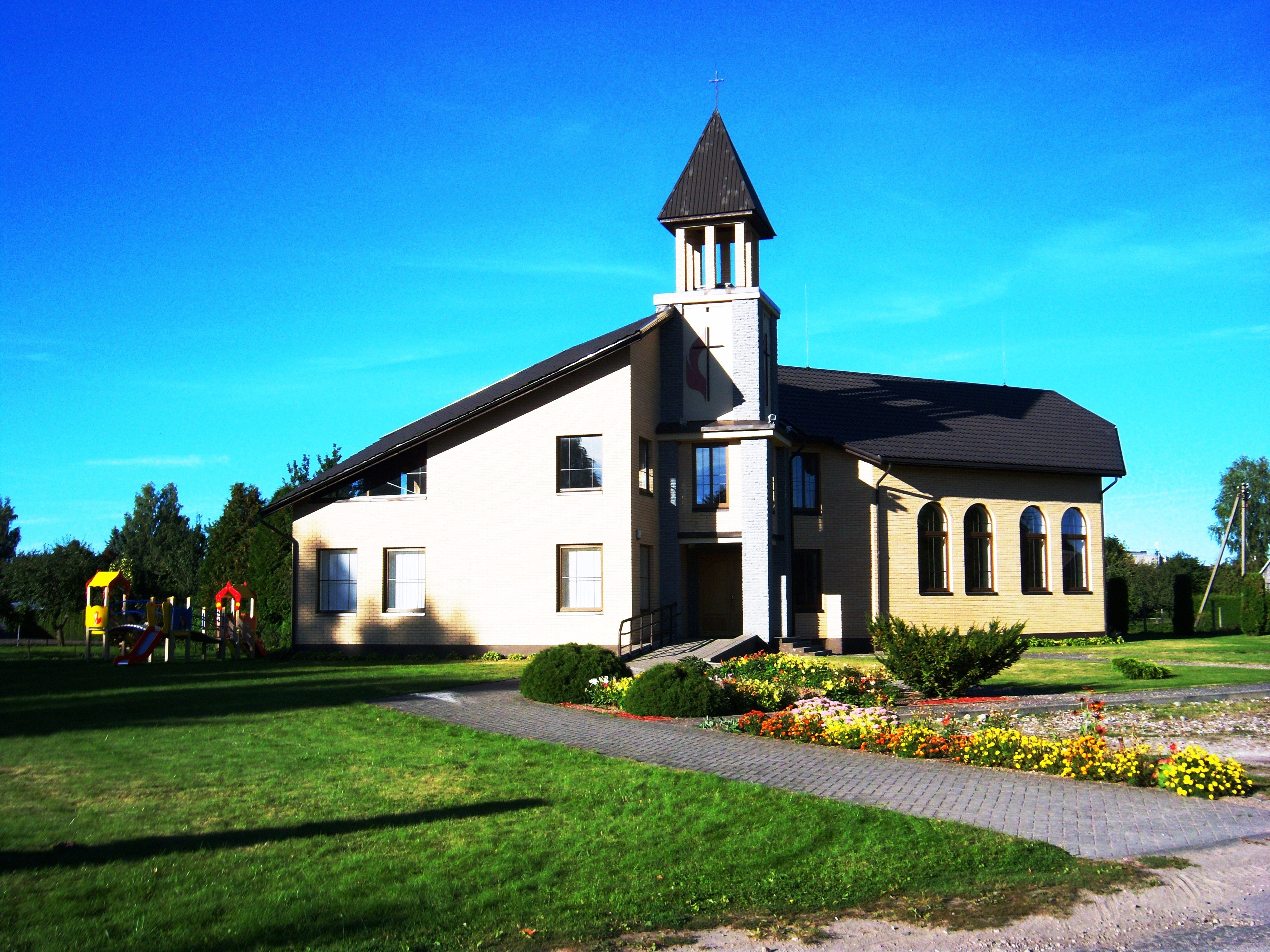
Kościół metodystyczny
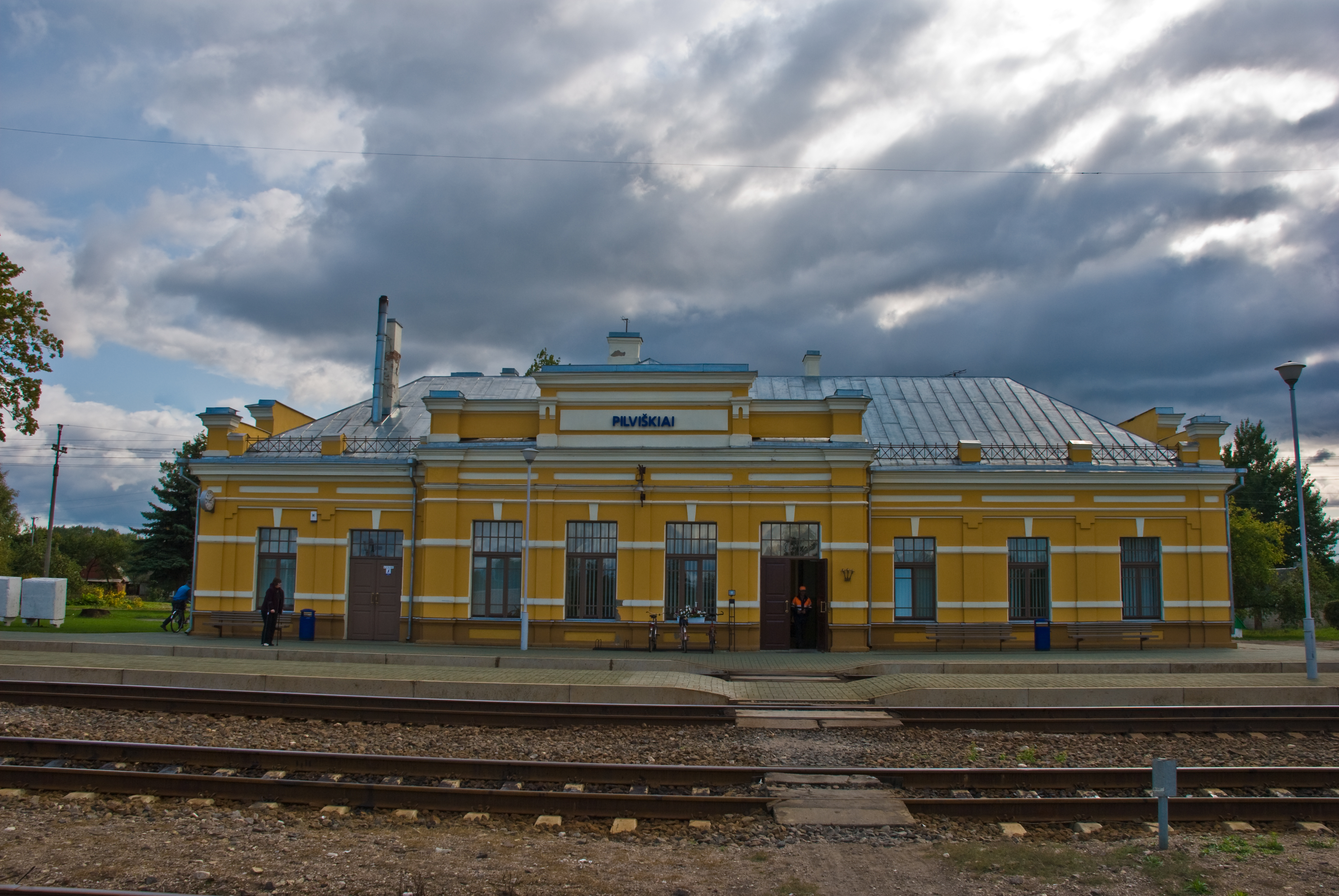
Dworzec kolejowy
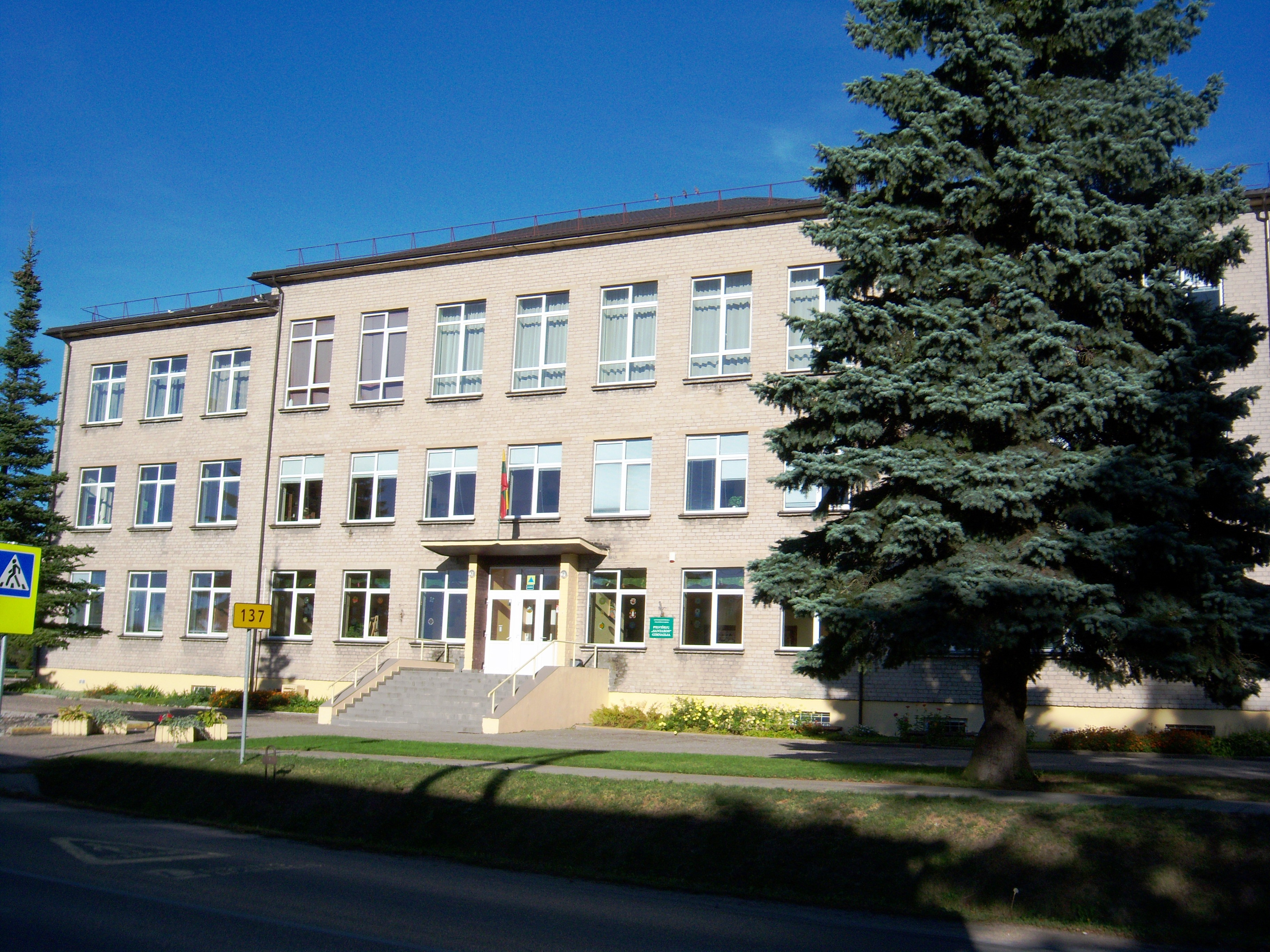
Gimnazjum